# マーティ・マン
マーガレット・マーティ・マン (Margaret Marty Mann、1904年10月15日 – 1980年7月22日) は、アメリカ合衆国の断酒会 (アルコホーリクス・アノニマス、AA) で長期にわたって断酒した最初の女性とみなされている。
マンは1944年に全米アルコール依存症教育委員会 (NCEA) を立ち上げ、これは後に全米アルコール依存症評議会 (NCA) となり、さらには薬物の懸念にも取り組む全米アルコール依存症薬物依存症評議会 (NCADD) となった (現在の回復協会)。彼女は全米を講演してまわり、医療関係者、議員、ビジネスマン、そして一般の人々に、アルコール依存症という致命的疾患の治療と教育の重要性について説いた。1976年にNCAはアルコール依存症をめぐる社会的汚名に対処するための「理解のための作戦」を組織し、50人の有名人や専門家たちが集まった。俳優、政治家、スポーツ界のレジェンド、医師、弁護士、聖職者たちがホテルの宴会場に立ち、「私はアルコール依存症だ」と訴えた。NCAの目標はアルコール依存症者たちを取り巻く社会的汚名を軽減し、彼らとその家族たちが治療を受けることにあった。マンはアルコール依存症が道徳的な弱さではなく、死に至る病であると社会が認識することを望んでいた。

## 背景
マーティ・マンはシカゴの中上流階級家庭に生まれた。私立学校に通い、頻繁に旅行し、成人となった。父親はシカゴの下町にある有名な百貨店の重役も務めた人物だったが、アルコール依存症で没した。
マーティは20代に短期間結婚したが、その後はずっとレズビアンだった。「マン」は独身時代の姓で、私生活を守るために「ミセス」を使っていた。同性愛に対する社会的偏見は、1940年代から50年代にかけて彼女とNCEAがそれを克服するために闘っていたアルコール依存症に対するのと同様に強かった。
マンは1930年にイギリスに渡り、写真家のバーバラ・カー・セイマーと恋に落ちた。ロンドンのテート・ギャラリーには、社交界での彼女らを詳細に示す写真が所蔵されている。イギリスの写真家とその友人たちはタブロイド紙が「ブライト・ヤング・ピープル」と呼ぶグループとして知られていた。彼女たちはパリのガートルード・スタインとアリス・B・トクラスのサロンを訪問した。またジャネット・フラナー、ヴァージニア・ウルフ、ヴィタ・サックヴィル＝ウェストとも交際した。
マーティは『ヴォーグ (英国版)』『ハーパーズ (雑誌)』『タトラー』といった有名雑誌で編集者、美術評論家、写真ジャーナリストとして活躍した。しかし、彼女はアルコール依存症となり、仕事を継続することが困難になるほど飲酒し、ロンドンにいる間にホームレスになるほどだった。
彼女のアルコール依存症はエスカレートし、ロンドンの病院で6か月を過ごしたのは2回目に自殺を図った後だった。彼女は友人たちからアメリカへの帰国を勧められた。1936年に彼女はアメリカの実家に戻り、医師の助けを借りた。すぐにニューヨーク市のベルビュー慈善病院の患者となった。やがて彼女はコネチカット州グリニッジのブライスウッド療養所に移った。1939年に、彼女の担当精神科医ハリー・ティボー博士は『アルコホーリクス・アノニマス (ビッグブック)』という本の草稿を見せ、彼女に最初の断酒会に参加するよう説得した。断酒会はその共同設立者であるビル・ウィルソン夫婦の自宅、ニューヨーク市ブルックリンのクリントン通り182番地で開かれた。
最初の断酒会でマンはそのコミュニティの重要性に気が付いた。そして精力的に活動するようになった。1944年にNCEAを立ち上げる記者会見を開くと、広く報道され、その後1年間に全国で50回近い講演を行った。
マーティはプリシラ・ペックと40年間恋愛関係にあった。プリシラは『ヴォーグ』誌の美術編集者を25年間務めた。プリシラも後に断酒会に参加した。彼女たちはニューヨーク市グリニッジ・ヴィレッジに家を構え、ファイア島チェリーグローヴ (ゲイ・コミュニティーとして知られる) に別荘を持ち、晩年はコネチカット州に家を持った。

## 視点の変更の促進
1945年、マンはアルコール依存症に関わる汚名や無知を減らそうと、道徳の欠如ではなく医学的/心理学的問題として捕らえる「疾病モデル」を推奨したいという思いに駆られた。彼女はイエール・アルコール研究所 (現在ラトガーズ大学にある) の設立を支援し、全米アルコール依存症教育委員会 (NCEA) を組織し、これは後に全米アルコール依存症薬物依存症評議会 (NCADD) となった。
彼女はアルコール依存症が家系の中で起こり、疾病についての教育は不可欠だと信じていた。
彼女のメッセージの基本は次の3つである。
1. アルコール依存症は疾病であり、アルコール依存症患者は病人である。
2. アルコール依存症患者は救うことができ、救済の価値がある。
3. アルコール依存症は公衆衛生の問題で、社会的責任がある[14][2]。

マーティ・マンとR・ブリンクリー・スミザーズは、アルコール依存症に関するモートン・ジェリネック博士の1946年の最初の研究を支援した。ジェリネック博士の研究は、自己申告のアンケートを返送してきたアルコホーリクス・アノニマス (AA) グループのメンバーを対象とした、狭い範囲の選択的なものであった。
1950年代に、ジャーナリストのエドワード・R・マローは彼女のことを「存命中の10人の偉大なアメリカ人」に選んだ。マンの著書『New Primer on Alcoholism』は1958年に出版された。

## レガシー
マーティ・マンは次の本を著した。
Primer on Alcoholism
Marty Mann's New Primer on Alcoholism
日本語訳：『アルコール中毒新要綱』マーティ・マン 著, 山室武甫 訳. 日本酒害防止協会、1974年
Marty Mann Answers Your Questions about Alcoholism.
マンは断酒会 (アルコホーリクス・アノニマス) の原則に基づいた世界初の回復センターである、ハイウォッチ・リカバリー・センターの創設に尽力した。
1980年、マンは自宅で脳卒中を起こし、間もなく亡くなった。断酒会の歴史の中でマンについての記述はわずかで、それは恐らくNCEAが断酒会とは公式な連携がなかったからであろう。しかし、彼女自身がアルコール依存症であることを認め、断酒会で成功した体験を持ち、他者特に女性に対して助けを求めるよう励ましたことは、断酒会の発展に大きく貢献した。
マーティ・マンの訃報はニューヨークタイムズに次のように掲載された。「マーティ・マン亡くなる。アルコール依存症評議会の創設者、75歳、飲酒と「私はアルコール依存症です」について本を著し広く講演した。」（1980年）